# Cygnus (nau espacial)

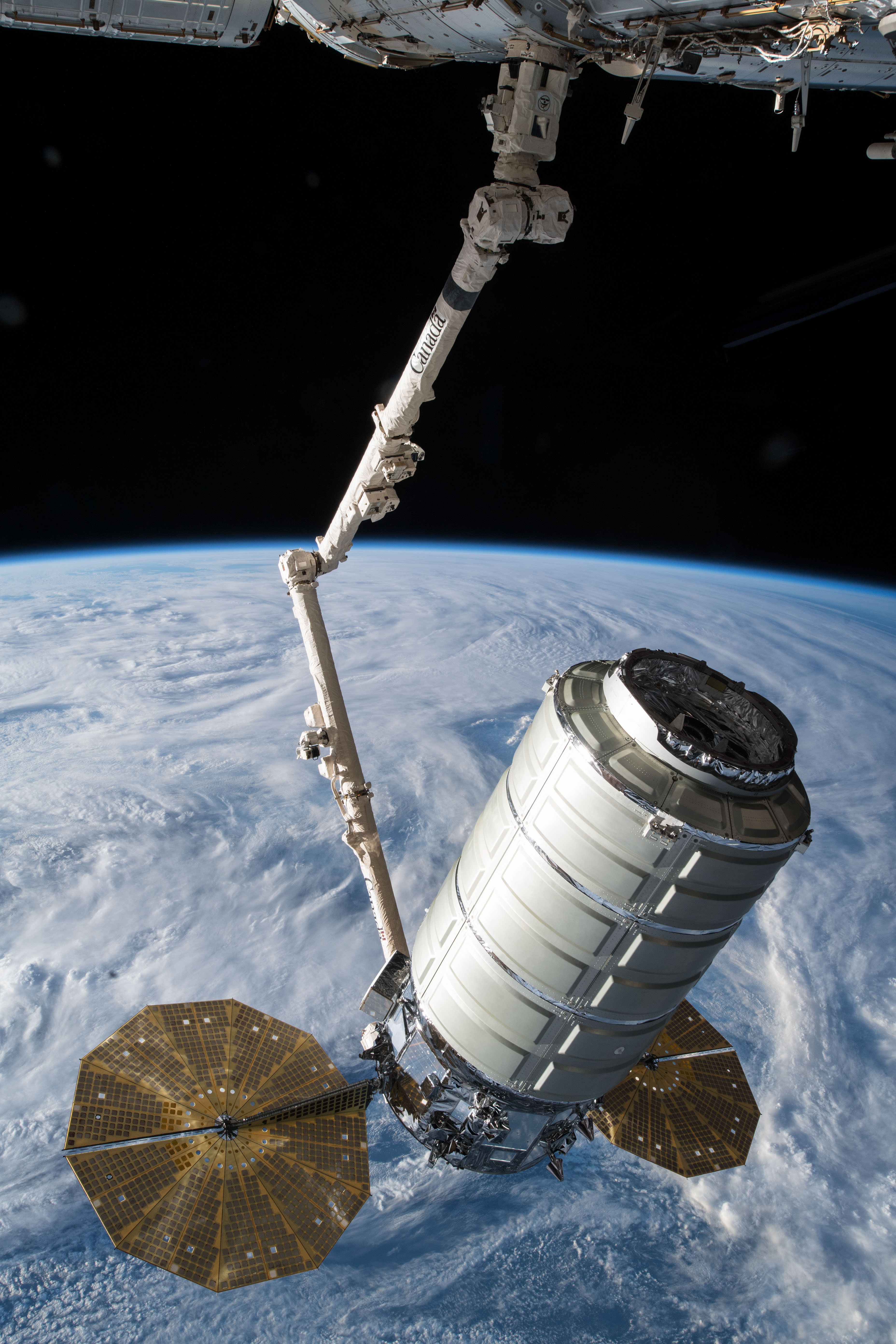
Nau Cygnus (versió millorada) capturada pel braç robòtic Canadarm

La nau espacial Cygnus és una nau espacial de subministrament no tripulada en desenvolupament per Orbital Sciences Corporation com a part del programa de desenvolupament Commercial Orbital Transportation Services (COTS) de la NASA.
Està dissenyat per transportar subministraments a l'Estació Espacial Internacional (ISS) després de la jubilació del Transbordador Espacial americà en el 2011 i usada per al programa Commercial Resupply Services de la NASA per al lliurament de càrrega i subministraments a l'Estació Espacial Internacional (EEI) sobre naus espacials operades comercialment, que va ser adjudicat a OSC juntament amb SpaceX, que va desenvolupar el SpaceX Dragon. Des de l'agost de 2000, les missions de subministrament no tripulades a l'ISS han volat regularment per naus espacials russes Progress, l'Automated Transfer Vehicle europeui el H-II Transfer Vehicle japonès,
Orbital Sciences va començar a utilitzar les entregues el 2013 amb la nau Cygnus llançada amb el coet Antares des del Launch Pad 0A al Mid-Atlantic Regional Spaceport (MARS), Wallops Island, Virgínia. Després d'ampliacions addicionals a finals de 2015, s'ha contractat a Orbital Sciences Corporation deu missions en la primera fase. En la segona fase, adjudicada en 2014, se li van adjudicar un mínim de sis llançaments més per a la segona fase.